# Anomala spilopteroides
Anomala spilopteroides är en skalbaggsart som beskrevs av Ohaus 1914. Anomala spilopteroides ingår i släktet Anomala och familjen Rutelidae. Inga underarter finns listade i Catalogue of Life.